# Ydby
Ydby er en landsby i det sydlige Thy med 240 indbyggere  (2024), beliggende i Ydby Sogn 35 kilometer syd for Thisted og 31 kilometer nord for Struer. Nærmeste by er Hurup 6 kilometer mod nord. Landsbyen ligger i Region Nordjylland og hører til Thisted Kommune.
Ydby er stationsby på Thybanen og i byen ligger bl.a. Ydby Station og Ydby Kirke. Nær Ydby ligger Ydby Hede, hvor der er en samling af bronzealder-gravhøje.